# 约翰内斯堡环城公路

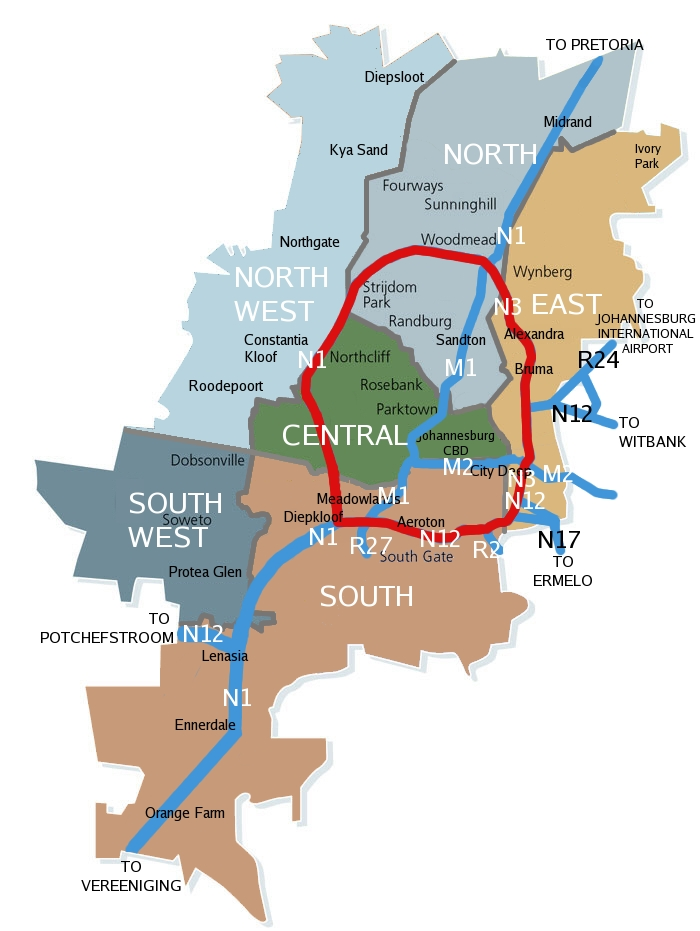
约翰内斯堡环城公路

约翰内斯堡环城公路（Johannesburg Ring Road），南非约翰内斯堡市的一条环状高速公路，是南非最著名的环城公路。约翰内斯堡环城公路于1960年代晚期开始兴建，1971年东段通车；1986年，全线通车。该公路全长80公里.